# جان-لوك فورنير
جان-لوك فورنير هو متزحلق جبال الألب سويسري، ولد في 23 سبتمبر 1956 في Nendaz ‏ في سويسرا.

## وصلات خارجية
- جان-لوك فورنير على موقع الاتحاد الدولي للتزلج (التزلج على المنحدرات الثلجية) (الإنجليزية)
- جان-لوك فورنير على موقع أوليمبيديا (الإنجليزية)